# Disco (muziekprogramma)
Disco was een muziekprogramma van de Duitse televisiezender ZDF, dat werd uitgezonden van 1971 tot 1982 en werd geproduceerd en gepresenteerd door Ilja Richter.

## Voorgeschiedenis
De rechtstreekse voorganger van Disco was het muziekprogramma 4-3-2-1 Hot & Sweet, dat van 1966 tot eind 1970 werd geproduceerd en vanaf 1969 werd gepresenteerd door Ilja Richter en Suzanne Doucet. Na beëindiging van 4-3-2-1 Hot & Sweet voltrok zich de naadloze overgang naar Disco in 1971.

## De uitzending
De muziekuitzending Disco, waarvan de eerste aflevering startte op 13 februari 1971, bestond uit live- en playbackoptredens van de toenmalige artiesten, sketches van Ilja Richter en andere acteurs en videobanden van bands, die waren verhinderd of niet wilden optreden. Net zoals in de ZDF-Hitparade was de presentatie in de studio zeer publieksgebonden, waarbij de artiesten zich tussen het publiek begaven. Ook werden de autogram-adressen van de optredende artiesten thuis op het beeldscherm geprojecteerd.
De cultstatus kreeg Richter direct na zijn eerste optreden met de begroeting: <Einen wunderschönen guten Abend, meine Damen und Herren, hallo Freunde!>, waarop de publiek luidkeels <Hallo Ilja> scandeerde. Disco bood een zeer breed spectrum aan muzikale stijlen, waaronder schlagers, disco, pop, rock, country, comedy en NDW. Maar hij had geen invloed op de gastenlijsten en songs. Des te belangrijker waren de sketches voor hem, die werden bedacht door hemzelf en zijn moeder. Zijn regelmatige sketchpartner was zijn zus Janina.
Tijdens iedere uitzending was er ook een discoquiz, waarbij in een fragment uit een vroegere Disco een artiest(e) of groep moest worden geraden door het inzenden van een briefkaart. De te winnen hoofdprijzen waren: talrijke gesigneerde singles, een draagbare radio (3e prijs), een platenspeler (2e prijs) en een uitnodiging voor de volgende aflevering (1e prijs) met een persoonlijke prijs van de presentator. Ter introductie van de winnaar werd de studioverlichting compleet uitgeschakeld. Daarna sprak Ilja Richter de legendarische woorden: <Licht aus – Womm! Spot an – Jaaaa!>, waarna de spot op de winnaar werd gericht en deze in het volle licht kwam te staan. 
De laatste editie van Disco werd uitgezonden op 22 november 1982, twee dagen voor Richters 30e verjaardag. De opvolger van Disco werd vanaf eind 1982 de door Frank Zander gepresenteerde uitzending Vorsicht, Musik.

## Herkenningsmelodie
Aan het begin en einde van de uitzending waren opgenomen herkenningsmelodieën te horen, zoals Drums à gogo (Sandy Nelson), Tric Trac (André Popp) en Disco Stomp (Hamilton Bohannon).

## Opnameplaatsen
Tussen 1971 en 1982 werden van de respectievelijk 45 minuten durende Disco in totaal 133 afleveringen door het ZDF uitgezonden. De uitzending werd in Studio Hamburg en Berliner Union Film opgenomen, vanaf 1976 in de ZDF-Landesstudio Bayern in Unterföhring bij München. 

## Jubileum
Ter gelegenheid van het 40-jarig jubileum van de eerste uitzending ging Ilja Richter vanaf mei 2011 op tournee. Het Weltbild-Verlag publiceerde de dvd Iljas Disco: Licht aus – Spot an (Die DVD-Collection) en de cd 40 Jahre ZDF Disco – Das Beste. 